# Фаик ал-Хасса
Фаик ал-хасса (?-999) — полководец и государственный деятель Государства Саманидов, представитель «военной партии» тюркского происхождения.
Он был тюркского происхождения. С малолетства был приставлен к амиру Мансуру (961-976), а в правление Нуха ибн Мансура (976-997) крепко держал власть в своих руках.
В 982 году отразил вторжение Буидского эмирата. В конце 980-х годов поднял восстание против Нуха и осаждал Бухару, но был разбит, позднее был прощён и назначен правителем Самарканда.
В 992 году потерпел неудачу в войне с караханидами. В ходе этой войны амир Нух заключил альянс с Газневидами, против чего выступил Фаик и поднял новое восстание, в 995 году выгнал Махмуда Газневи из Нишапура, но на следующий год потерпел поражение от соединённых сил Махмуда и его отца Себук-Тегина.
После поражения этого восстания Фаик снова был прощён эмиром Нухом. После его смерти в 997 году был фактическим правителем государства при новом эмире Мансуре II. В 999 году он ослепил Мансура II и возвёл на трон его младшего брата Абд аль-Малика II.
Вскоре он умер, в разгар войны с Махмудом Газневи и нового вторжения караханидов.